# Trefny wóz
Trefny wóz (ang. Vehicle 19) – amerykański film sensacyjny z gatunku thriller z 2013 roku oparty na scenariuszu i reżyserii Mukundy Michaela Dewila.
Premiera filmu miała miejsce 7 lutego 2013 roku w Bahrajnie. Cztery miesiące później premiera filmu odbyła się 14 czerwca 2013 roku w Stanach Zjednoczonych.

## Opis fabuły
Amerykanin Michael Woods (Paul Walker) przyjeżdża do RPA na spotkanie z żoną. Na lotnisku wypożycza samochód, jednak przez pomyłkę wsiada do innego wozu, który skrywa szokujące niespodzianki. Wkrótce Michael uświadamia sobie, że czyhają na niego skorumpowani przedstawiciele policji z RPA.

## Obsada
Źródło: Filmweb
- Paul Walker jako Michael Woods
- Naima McLean jako Rachel Shabangu
- Kate Tilley jako umięśniona dziewczyna
- Gys De Villiers jako detektyw Smith
- Leyla Haidarian jako Angelica Moore
- Tshepo Maseko jako porucznik
- Andrian Mazive jako dziennikarz Benji
- Welile Nzuza jako Mohawk
- Mangaliso Ngema jako sędzia
- Ernest Kubayi jako kokainista
- Elize Van Niekerk jako recepcjonista w wypożyczalni samochodów

i inni